# Рязанцев Владислав Юрійович
Владислав Юрійович Рязанцев (рос. Владислав Юрьевич Рязанцев (нар. 20 жовтня 1986, Ростов-на-Дону) — російський лівий політичний діяч, один із лідерів Лівого блоку, раніше — Лівого фронту.

## Протест проти інавгурації Путіна
У квітні 2012 року Владислав Рязанцев виступив організатором акції у Ростові-на-Дону на підтримку московського опозиційного Маршу Мільйонів 6 травня 2012 (напередодні інавгурації президента РФ) під гаслом «Не пустимо Путіна в Кремль!», за що був арештований на 10 діб за звинуваченням у «дрібному хуліганстві»..

## Суд з начальником ростовського УФСБ
1 жовтня 2012 Рязанцев подав до суду на главу регіонального ФСБ Павла Солодкова.
Рязанцев запевняв, що Солодков образив його, назвав рух «За чесні вибори» екстремістським. Акції руху «За чесні вибори» проходили у багатьох містах Росії починаючи з грудня 2011 року. Рязанцев організовував протестні заходи в Ростові..

## Антивоєнна позиція
2 березня 2014 року Рязанцев затриманий поліцейськими в Москві під Міноборони за акцію протесту проти військового втручання Росії в Україну..
Також на початку березня Рязанцев підтримав заяву російських лівих щодо ситуації в Україні.
«Російські ліві заявляють рішучу підтримку народно-демократичної революції, що розвертається сьогодні в Україні! Ми вітаємо прагнення активної частини українського народу до більшої свободи і справжньої демократії! Ми підтримуємо боротьбу українців за демократичнішу форму устрою своєї влади, проти плутократичної і корумпованої кліки Януковича. Ми підтримуємо право як українського, так і інших народів світу на повстання проти влади, яка відмовляється прислухатися до голосу народу і застосовує проти незгодних з нею грубу силу…» — говориться в заяві..
У червні 2014 року Рязанцев підтримав заяву лівих та анархістів щодо протистояння в Україні «Війна війні!», яка виступила як проти проросійських реакційних режимів «ДНР» і «ЛНР», так і проти нової українського уряду..

## Підтримка українських політв'язнів
У липні 2015 року, в процесі у справі «Сенцова і Кольченка» спробував виступити як суспільний захисник Олександра Кольченка, проте суд дане клопотання відхилював.
Займався постачанням для Сенцова і Кольченка у Ростові[джерело?].
Освітлював справу відносно Надії Савченко